# Lý Kiên Nhu
Lý Kiên Nhu (tiếng Trung: 李坚柔; bính âm: Lǐ Jiānróu), sinh ngày 15 tháng 8 năm 1986 tại thành phố Cát Lâm, tỉnh Cát Lâm, Trung Quốc, là một vận động viên trượt băng tốc độ vòng ngắn. Cô lần đầu tiên tiếp xúc với thể thao vào năm 10 tuổi. Năm 2008, cô được tuyển vào đội quốc gia, song do biểu hiện bất ổn định nên phải lui về đội tỉnh. Năm 2011, cô trở lại đội quốc gia. Cùng năm, cô đoạt huy chương bạc tại Đại hội Thể thao Mùa đông Sinh viên thế giới, rồi đoạt một huy chương vàng và hai huy chương đồng tại Giải vô địch trượt băng tốc độ vòng ngắn Thế giới. Năm sau, trong Đại hội Thể thao Mùa Đông Toàn quốc Trung Quốc, cô đoạt hai huy chương vàng và một huy chương đồng. Tại giải trượt băng tốc độ vòng ngắn Thượng Hải năm 2012, cô giành chiến thắng trong nội dung 1500m nữ cá nhân.
Tại Thế vận hội Mùa đông 2014 tại Sochi, chủ lực của đội trượt băng tốc độ vòng ngắn Trung Quốc là Vương Mông bị chấn thương ngoài ý muốn, Lý Kiên Nhu tham gia vào nội dung 500m mặc dù nguyên là chủ công của đội Trung Quốc ở cự ly vừa và dài. Tại vòng bán kết, Lý Kiên Nhu và hai thành viên khác của đội Trung Quốc là Phạm Khả Tân và Lưu Thu Hoành cùng được phân vào một nhóm, song hai người kia đều gặp sự cố ngoài ý muốn nên bỏ lỡ vòng chung kết. Tại vòng chung kết, Lý Kiên Nhu vốn ở vị trí khá bất lợi, song ba tuyển thủ phía trước đều gặp sự cố ngã khỏi đường đua, Lý Kiên Nhu bất ngờ giành được huy chương vàng cự ly 500m, và cũng là đại biểu đầu tiên của Trung Quốc đoạt huy chương vàng tại Thế vận hội Mùa đông Sochi.